# 神藤多喜子
神藤 多喜子（しんどう たきこ、1954年 - ）は日本の助産師、著述家である。ウェルネスライフ研究所所長。他に日本アーユルヴェーダ学会会員、アーユルヴェーダティーチャー、母と子のウェルネス研究会理事、マンモセラピー協会理事を務める。

## 人物
北九州出身。年齢は2010年11月時点で56歳。祖母、母共に助産師。兄がいる。
北九州市立八幡病院産婦人科小児科病棟婦長、助産出張開業を経て、ウェルネスライフ研究所を開設。現代の育児法の乱れに危機感を持ち、自然育児推進などの活動を開始。マンモセラピー講座やアーユルヴェーダの体質論による排毒指導なども行っている。

## おっぱい体操
神藤が考案した、胸を適度に揺らして血流を良くし栄養や女性ホルモンを行き渡らせる体操である。神藤によれば胸のサイズアップ、冷え・肩こりの解消、美肌、アンチエイジング、生理痛、更年期病状改善に効果がある。胸を揺らす際は、ジャンプして着地した時の様な真下に引っ張られる揺れは垂れの原因になるので厳禁で、1度胸を持ち上げてから揺らすのが重要だという。また、胸の垂れや左右の大きさの違いを改善する「おっぱいはずし」というマッサージもある。神藤はこの「おっぱい体操」を長年続けた事により、50代半ばを過ぎても張りのあるD75の胸を保っている。
バラエティ番組『ホンマでっか!?TV』に「おっぱい評論家」として出演した時には、このおっぱい体操を紹介した。

## 作品

### 書籍
- きれいをつくるおっぱい体操（池田書店、2010年6月10日）ISBN 978-4-262-16483-0
- アーユルヴェーダ式 マタニティ健康法（PHP研究所、2011年4月）ISBN  	978-4-569-79640-6